# Уссурийский бальзам

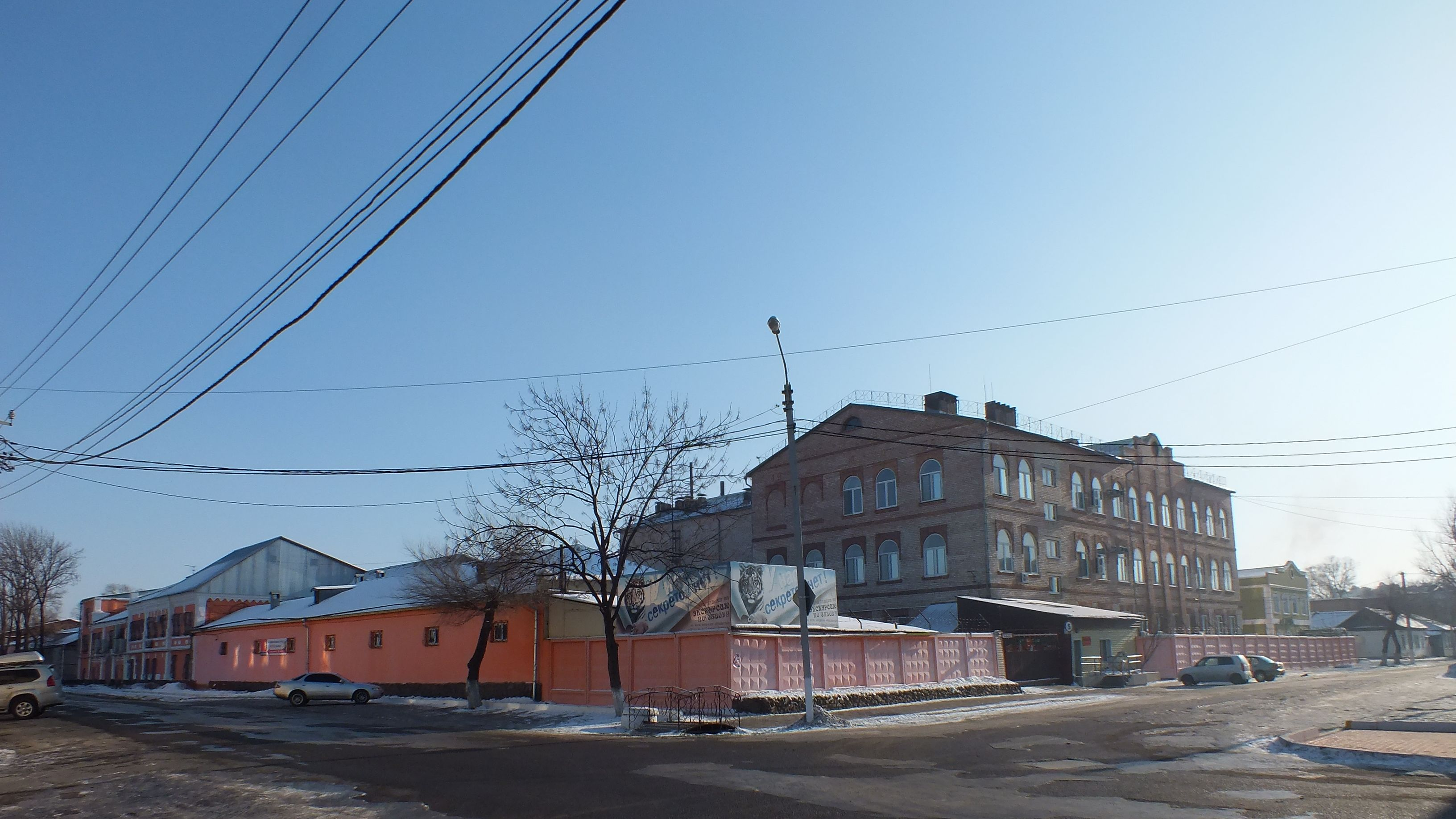
«Уссурийский бальзам»

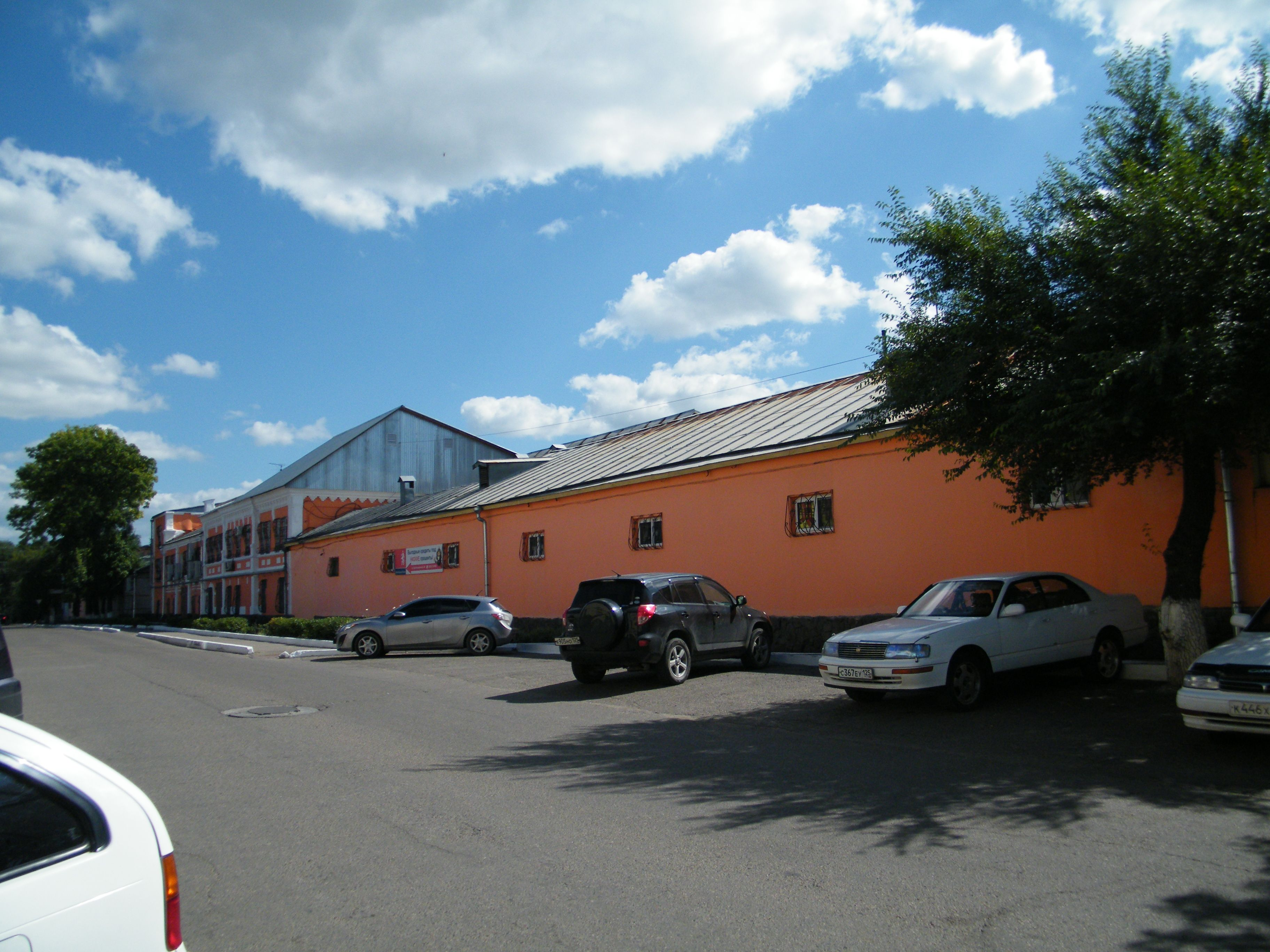
Здание дореволюционного цеха Никольск-Уссурийского водочного завода — памятник архитектуры

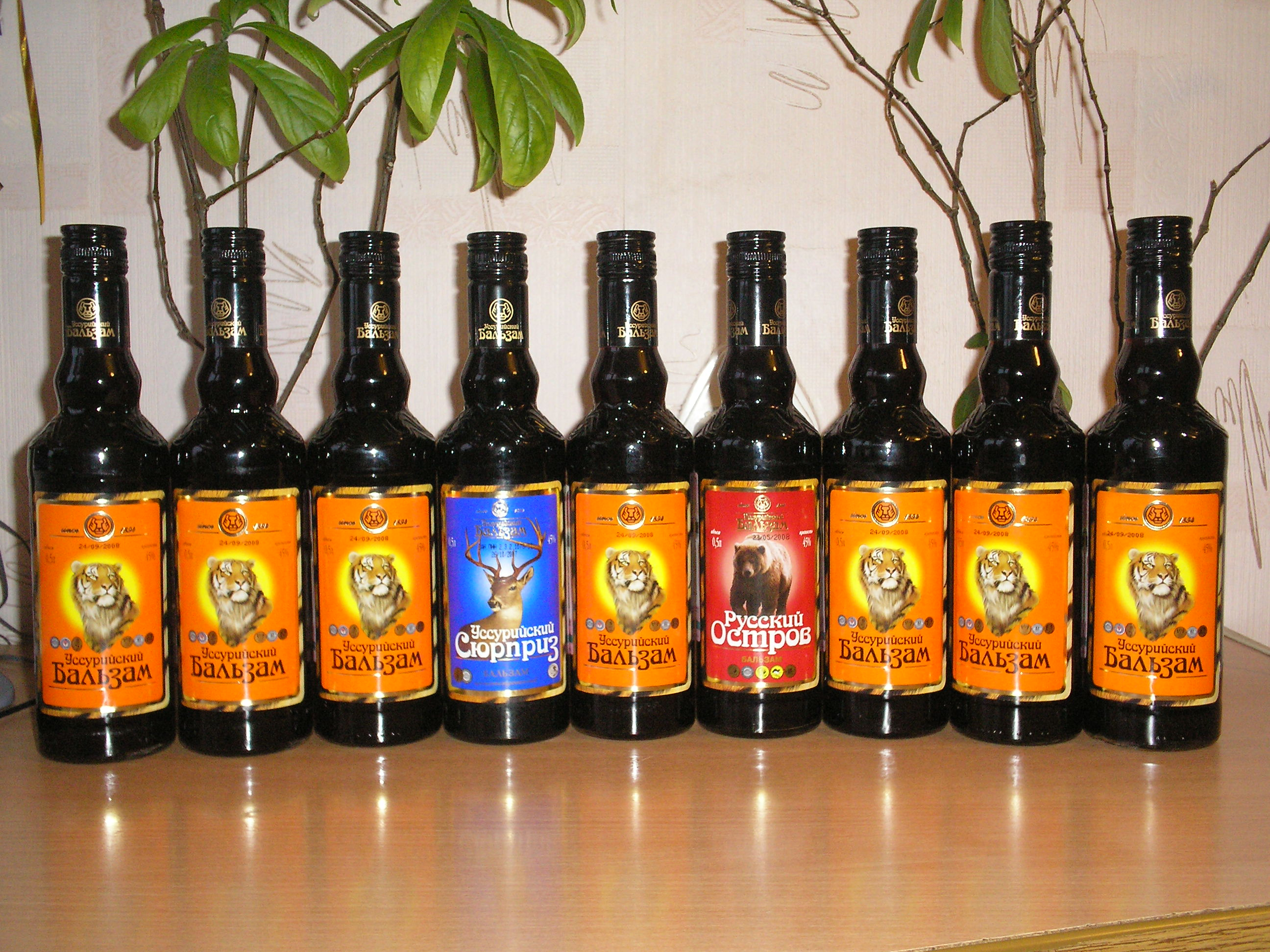
Уссурийский бальзам

Уссурийский бальзам — тёмный крепкий бальзам (45 градусов) с насыщенным и немного горьковато-сладким вкусом. Производится в городе Уссурийске Приморского края с 1894 года. Логотип компании ОАО «Уссурийский бальзам» — уссурийский тигр.
Бальзам можно употреблять как в чистом виде, так и с чаем, кофе, со льдом или в коктейлях.

## Состав бальзама
В состав бальзама входит около 30 ингредиентов. Основные из них — специально подготовленная вода, этиловый спирт ректифицированный высшей очистки, сахар, коньяк, морс калины и шиповника, сок лимонника, настой семян лимонника и апельсиновой корки, мёд, настой трав Уссурийской тайги: лист подорожника, корень родиолы розовой, цветки липы, лист элеутерококка, володушка, почки берёзы, лист малины, лист женьшеня, цветки калины, цветки ромашки аптечной, лист мяты перечной, корень аира болотного, лист лимонника, а также пищевые добавки: ароматизатор, идентичный натуральному «малина», краситель — колер E150а.